# Hénouville
Hénouville est une commune française située dans le département de la Seine-Maritime en région Normandie.

## Géographie

### Localisation
| Saint-Pierre-de-Varengeville | Roumare                      | La Vaupalière |
| Berville-sur-Seine           | Hénouville                   | Montigny      |
| Anneville-Ambourville        | Saint-Martin-de-Boscherville |               |

Hénouville est un village situé sur la rive droite de la Seine, entre Rouen et Le Havre, en bordure de la forêt de Roumare.  Elle faisait partie du canton de Canteleu en 1793 et fait partie du canton de Duclair depuis 1801.

### Hydrographie
La commune est située dans le bassin Seine-Normandie. Elle est drainée par la Seine,.
La Seine, qui prend sa source à Source-Seine, en Côte-d'Or, sur le plateau de Langres, traverse le département avec de larges méandres sur son flanc sud et se jette dans la Manche entre Le Havre et Honfleur. 
Deux plans d'eau complètent le réseau hydrographique : la mare des Lunes (0 ha) et la mare du Roteux (0,02 ha),.

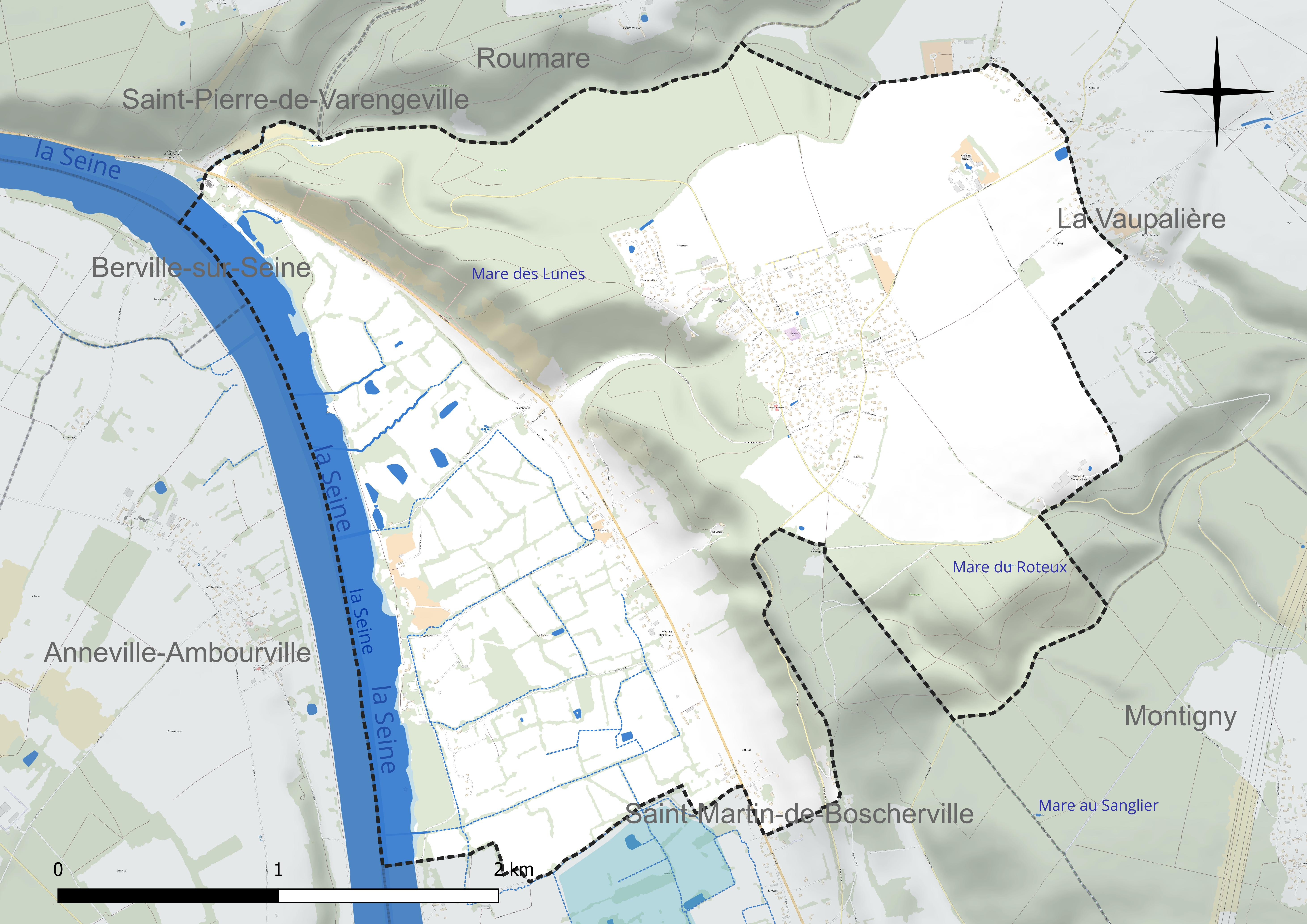
Réseau hydrographique d'Hénouville.

### Climat
Pour des articles plus généraux, voir Climat de la Normandie et Climat de la Seine-Maritime.
En 2010, le climat de la commune est de type climat océanique altéré, selon une étude du CNRS s'appuyant sur une série de données couvrant la période 1971-2000. En 2020, Météo-France publie une typologie des climats de la France métropolitaine dans laquelle la commune est exposée à un climat océanique et est dans la région climatique Côtes de la Manche orientale, caractérisée par un faible ensoleillement (1 550 h/an) ; forte humidité de l’air (plus de 20 h/jour avec humidité relative > 80 % en hiver), vents forts fréquents. Parallèlement le GIEC normand, un groupe régional d’experts sur le climat, différencie quant à lui, dans une étude de 2020, trois grands types de climats pour la région Normandie, nuancés à une échelle plus fine par les facteurs géographiques locaux. La commune est, selon ce zonage, exposée à un « climat contrasté des collines », correspondant au Pays d’Auge, Lieuvin et Roumois, moins directement soumis aux flux océaniques et connaissant toutefois des précipitations assez marquées en raison des reliefs collinaires qui favorisent leur formation.
Pour la période 1971-2000, la température annuelle moyenne est de 10,4 °C, avec une amplitude thermique annuelle de 13,5 °C. Le cumul annuel moyen de précipitations est de 861 mm, avec 13 jours de précipitations en janvier et 8,6 jours en juillet. Pour la période 1991-2020, la température moyenne annuelle observée sur la station météorologique la plus proche, située sur la commune de Jumièges à 11 km à vol d'oiseau, est de 12,2 °C et le cumul annuel moyen de précipitations est de 843,5 mm,. Pour l'avenir, les paramètres climatiques de la commune estimés pour 2050 selon différents scénarios d’émission de gaz à effet de serre sont consultables sur un site dédié publié par Météo-France en novembre 2022.

### Milieux naturels et biodiversité
La commune fait partie du parc naturel régional des Boucles de la Seine normande.
Le site dit de la « Terrasse boisée » a été classé en 1936. Une partie du bas d'Hénouville fait partie du site inscrit de « la Boucle d'Anneville » depuis 1975. Les coteaux et les marais ont été proposés en 2002 pour faire partie du site d'importance communautaire « Boucles de la Seine aval » du Réseau Natura 2000.
Le marais d'Hénouville est une zone humide plantée d'arbres têtards. Depuis plusieurs années, un chantier de nettoyage des berges de la Seine est en cours. La secrétaire d'État chargée de l'écologie, Nathalie Kosciusko-Morizet, s'est rendue à Hénouville le 30 novembre 2007.
La réserve naturelle régionale de la côte de la Fontaine a été classée en 2015 sur le territoire de la commune.

## Urbanisme

### Typologie
Au 1er janvier 2024, Hénouville est catégorisée bourg rural, selon la nouvelle grille communale de densité à sept niveaux définie par l'Insee en 2022.
Elle est située hors unité urbaine. Par ailleurs la commune fait partie de l'aire d'attraction de Rouen, dont elle est une commune de la couronne,. Cette aire, qui regroupe 317 communes, est catégorisée dans les aires de 200 000 à moins de 700 000 habitants,.

### Occupation des sols
L'occupation des sols de la commune, telle qu'elle ressort de la base de données européenne d’occupation biophysique des sols Corine Land Cover (CLC), est marquée par l'importance des territoires agricoles (61,4 % en 2018), une proportion sensiblement équivalente à celle de 1990 (61,6 %). La répartition détaillée en 2018 est la suivante : 
terres arables (25,1 %), forêts (24,3 %), zones agricoles hétérogènes (23 %), prairies (13,3 %), zones urbanisées (6,6 %), eaux continentales (4,9 %), milieux à végétation arbustive et/ou herbacée (2,7 %). L'évolution de l’occupation des sols de la commune et de ses infrastructures peut être observée sur les différentes représentations cartographiques du territoire : la carte de Cassini (XVIIIe siècle), la carte d'état-major (1820-1866) et les cartes ou photos aériennes de l'IGN pour la période actuelle (1950 à aujourd'hui).

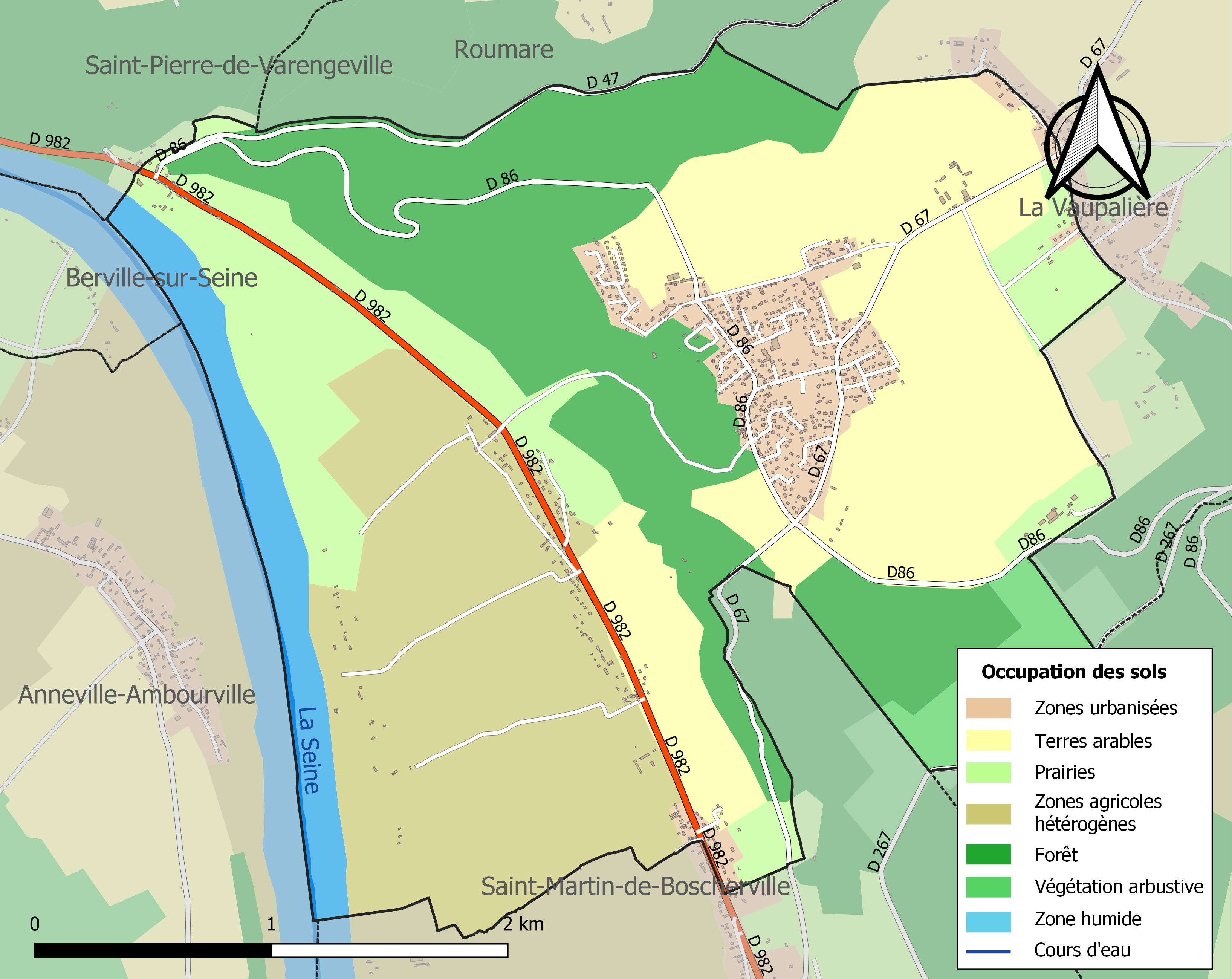
Carte des infrastructures et de l'occupation des sols de la commune en 2018 (CLC).

### Lieux-dits, hameaux et écarts
L'Ouraille, la Brêche du Bosc, la Caboterie, la Fontaine, le Bellay, le Grand Clos, le Hamel, le Marais, le Mesnil, les Sablons et l'Orme.

### Voies de communication et transports
Hénouville est reliée à Rouen et au Havre par la route départementale 982.
Les ponts les plus proches permettant de traverser la Seine sont le pont de Brotonne à Caudebec-en-Caux et le pont Gustave-Flaubert à Rouen. Les bacs les plus proches sont ceux de Duclair et de Sahurs.
La gare ferroviaire la plus proche est la gare de Rouen.
Le centre est desservi par la ligne d'autocar   26  (Salle des Fêtes (Saint-Pierre-de-Varengeville) — Mont-Riboudet (Rouen)) du réseau Astuce. Le bas d'Hénouville est desservi par le service Filo'r.

### Risques naturels et technologiques
La commune est située en zone de sismicité très faible.

## Toponymie
Le nom de la localité est mentionné sous la forme latinisée Hainovilla vers 1060.
Il s'agit d'une formation toponymique médiévale en -ville, appellatif toponymique dont le sens primitif est « domaine rural, village » (la forme est vile en ancien français).
Il est précédé d'un nom de personne (anthroponyme) comme c'est généralement le cas dans les composés en -ville.
Albert Dauzat, qui ne connaît pas de forme ancienne, compare avec Hénonville (Oise, Henoldivilla 1180; Henouvilla vers 1230) dans lequel il croit reconnaître le nom de personne germanique Hanolt, peu compatible, dans le cas d'Hénouville, avec la forme que cite François de Beaurepaire, Hainovilla, tandis que celui-ci propose l'anthroponyme germanique Haginulfus> Hainulfus, basé sur le thème Hagin (comprendre Haginulf > Hainulf sans la désinence latine). En effet, si dans les composés en -ville, le nom de personne précédent suffixé en -ulf ou -old / -olt a régulièrement abouti à -ou (souvent noté -o en ancien français), en revanche Han- n'a pas pu donner Hain-, dont le digramme ai représente une ancienne diphtongue. Par contre, ai s'étant monophtongué, il a été noté e par la suite.
Dans une charte du roi Charles le Chauve, établie à Compiègne, et concernant les revenus de l’abbaye Saint-Denis, on trouve la mention d'une Hainulfi villa, sans qu'on sache très bien à quel lieu elle se réfère.

## Politique et administration

### Rattachements administratifs et électoraux
Rattachements administratifs
La commune se trouve  dans l'arrondissement de Rouen du département de la Seine-Maritime.
Elle faisait partie depuis 1801 du canton de Duclair. Dans le cadre du redécoupage cantonal de 2014 en France, cette circonscription administrative territoriale a disparu, et le canton n'est plus qu'une circonscription électorale.
Rattachements électoraux
Pour les élections départementales, la commune fait partie depuis 2014 du nouveau  canton de Duclair
Pour l'élection des députés, elle fait partie de la cinquième circonscription de la Seine-Maritime.

### Intercommunalité
La commune était membre de la communauté de communes Seine-Austreberthe (EPCI), un établissement public de coopération intercommunale à fiscalité propre créé en 1998.
Celle-ci a fusionné avec ses voisines pour former, le 1er janvier 2010, la communauté d'agglomération Rouen-Elbeuf-Austreberthe (CREA), qui est devenue, le 1er janvier 2015, la Métropole Rouen Normandie dont est désormais membre la commune.

### Tendances politiques et résultats
Aux élections municipales au scrutin majoritaire plurinominal à deux tours de 2008, 673 votants (31,19 % d'abstention), sur 978 personnes inscrites, ont exprimé 637 votes. Bruno Huré a obtenu 464 votes en sa faveur.
Aux élections municipales au scrutin majoritaire plurinominal à deux tours de 2014, 668 votants (34,70 % d'abstention), sur 1 023 personnes inscrites, ont exprimé 540 votes. Bruno Huré a obtenu 540 votes en sa faveur.
Aux élections du 9 décembre 2018, 499 votants sur 1021 inscrits, ont exprimé 486 votes. La liste de Annette Candotto a obtenu 346 voix (71,2 %).

### Administration municipale
Le nombre d'habitants à Hénouville étant supérieur à 500 et inférieur à 1 499, le nombre de conseillers municipaux est de quinze.

### Liste des maires
| Période                                  | Période                    | Identité                         | Étiquette | Qualité                                                                          |
| ---------------------------------------- | -------------------------- | -------------------------------- | --------- | -------------------------------------------------------------------------------- |
| Les données manquantes sont à compléter. |                            |                                  |           |                                                                                  |
| 1848                                     | 1874                       | Jules Amand Duparc               |           |                                                                                  |
| 1884                                     |                            | Jean Darcel                      |           |                                                                                  |
| 1907                                     | 1924                       | Alphonse Darcel                  |           |                                                                                  |
| 1930                                     | 1943                       | Paul Duparc                      |           |                                                                                  |
| Les données manquantes sont à compléter. |                            |                                  |           |                                                                                  |
| 1945                                     | 1947                       | Roger Rousier                    |           |                                                                                  |
| 1947                                     | 1972                       | Charles Cretté de Palluel Darcel |           |                                                                                  |
| 1972                                     | mars 1989                  | Gaston Lefebvre                  |           | Agriculteur                                                                      |
| mars 1989                                | mars 2001                  | Daniel Leroy                     |           | Cadre commercial                                                                 |
| mars 2001                                | mars 2008                  | Jacques Damien                   |           | Retraité                                                                         |
| mars 2008                                | novembre 2014              | Bruno Huré                       | DVG       | Démissionnaire                                                                   |
| novembre 2014                            | décembre 2018              | Jacques Damien                   |           | Retraité Mandat écourté par des décès et démissions au sein du conseil municipal |
| décembre 2018                            | mai 2020                   | Annette Candotto                 |           | Retraitée                                                                        |
| mai 2020,                                | En cours (au 10 août 2020) | Jean-Marie Royer                 |           | Lieutenant-colonel retraité des pompiers                                         |

## Équipements et services publics

### Enseignement
L'enseignement des élèves de la commune se fait à l'école publique Jean-Ferrat, de la maternelle au primaire. L'école est constituée de 5 ou 6 classes de doubles niveaux, selon les années. La commune relève de l'académie de Normandie.
Les élèves continuent les études au collège de secteur (de la classe de 6e à celle de 3e) de Duclair. Pour poursuivre leurs études, les élèves peuvent s'inscrire au lycée Thomas-Corneille de Barentin ou dans un lycée de Rouen.

## Population et société

### Démographie
L'évolution du nombre d'habitants est connue à travers les recensements de la population effectués dans la commune depuis 1793. Pour les communes de moins de 10 000 habitants, une enquête de recensement portant sur toute la population est réalisée tous les cinq ans, les populations de référence des années intermédiaires étant quant à elles estimées par interpolation ou extrapolation. Pour la commune, le premier recensement exhaustif entrant dans le cadre du nouveau dispositif a été réalisé en 2007.

En 2022, la commune comptait 1 393 habitants, en évolution de +9,25 % par rapport à 2016 (Seine-Maritime : +0,35 %, France hors Mayotte : +2,11 %).
| 1793 | 1800 | 1806 | 1821 | 1831 | 1836 | 1841 | 1846 | 1851 |
| ---- | ---- | ---- | ---- | ---- | ---- | ---- | ---- | ---- |
| 740  | 750  | 664  | 713  | 774  | 737  | 772  | 728  | 680  |

| 1856 | 1861 | 1866 | 1872 | 1876 | 1881 | 1886 | 1891 | 1896 |
| ---- | ---- | ---- | ---- | ---- | ---- | ---- | ---- | ---- |
| 605  | 585  | 549  | 503  | 493  | 507  | 521  | 471  | 444  |

| 1901 | 1906 | 1911 | 1921 | 1926 | 1931 | 1936 | 1946 | 1954 |
| ---- | ---- | ---- | ---- | ---- | ---- | ---- | ---- | ---- |
| 386  | 383  | 364  | 342  | 355  | 331  | 344  | 369  | 374  |

| 1962 | 1968 | 1975 | 1982 | 1990  | 1999  | 2006  | 2007  | 2012  |
| ---- | ---- | ---- | ---- | ----- | ----- | ----- | ----- | ----- |
| 443  | 469  | 526  | 811  | 1 088 | 1 211 | 1 239 | 1 243 | 1 234 |

| 2017  | 2022  | - | - | - | - | - | - | - |
| ----- | ----- | - | - | - | - | - | - | - |
| 1 302 | 1 393 | - | - | - | - | - | - | - |

### Manifestations culturelles et festivités
La fête de la Saint Michel, est la fête du village et elle a souvent lieu le dernier weekend de septembre.

### Sports et loisirs
- tennis, danse de salon
- club de voile Yacht Club Rouen 76[34]
- Sentier de grande randonnée 2

### Cultes
Hénouville appartient à la paroisse catholique Saint-Georges de Boscherville en Roumare qui fait partie du doyenné Rouen-Ouest de l'archidiocèse de Rouen.

### Médias
- Le quotidien Paris Normandie et l'hebdomadaire Le Courrier cauchois relatent les informations locales.
- La commune est située dans le bassin d'émission de la chaîne de télévision France 3 Normandie.

## Économie
Un distributeur automatique de baguette ainsi qu'un casier alimentaire distribuant différents fruits et  légumes ont été installés à côté de l'école en 2023.

## Culture locale et patrimoine

### Lieux et monuments
- Église dédiée à saint Michel avec fonts baptismaux du XIVe siècle[35]
- Croix de cimetière du XVIe siècle[36]
- L'ancien presbytère fait l’objet d’une inscription au titre des monuments historiques depuis le 5 mai 1934[37]. L'édifice date du XVIIe siècle[38]
- Maisons du XVIe siècle à portes jumelées[39]. Les maisons de part et d'autre de la route de Duclair font l’objet d’une inscription au titre des monuments historiques depuis le 10 septembre 1937[40].
- Château de la Fontaine

### Personnalités liées à la commune
- Antoine Legendre : né vers 1590 à Notre-Dame-du-Vaudreuil, aumônier du roi Louis XIII, contrôleur des jardins fruitiers de sa Majesté, et curé d'Hénouville de 1622 à 1659. Auteur de la Manière de cultiver les arbres fruitiers (1652).
- Antoine Corneille, frère de Pierre Corneille, et ami d'Antoine Legendre, serait l'auteur d'un poème intitulé le Presbytère d'Hénouville (1642).
- Jean-François du Resnel du Bellay (1692-1761), membre de l'Académie française (1742), y possédait des terres.

### Patrimoine naturel
- Les coteaux et les marais ont été proposés en 2002 pour faire partie du site d'importance communautaire « Boucles de la Seine aval » du Réseau Natura 2000[11].
- La réserve naturelle régionale de la côte de la Fontaine a été classée en 2015 sur le territoire de la commune.

Site classé
- La pature en contrebas de la terrasse de La Belle Vue à Hénouville  Site classé (1936)[41].

Site inscrit
- Une partie du bas d'Hénouville fait partie de « la Boucle d'Anneville »  Site inscrit (1975)